# Eugène Nicolaï
Eugène Nicolaï, né le 26 juin 1885 et mort le 18 février 1958, est un footballeur international français.

## Biographie
Son poste de prédilection est demi. Il compte 2 sélections en équipe de France de football, 
- France-Suisse au Parc des Princes à Paris en février 1905,
- Belgique-France à Bruxelles au stade du Vivier d'Oie en mai 1905[2].

Eugène Nicolaï est sélectionné pour les deux matchs joués par l'équipe de France en 1905. Malgré un long résumé dans L'Auto de la victoire contre la Suisse du 12 février, le joueur n'est pas mentionné. Son nom n'est pas non plus évoqué lors des résumés du match contre la Belgique du 7 mai,.

## Clubs successifs
- United SC (au moins saisons 1903-1904[6],[7] à 1905-1906[8])
- Gallia Club
- Stade français (au moins saison 1908-1909[9])
- Red Star

## Carrière
Comme Charles Wilkes et Pierre Allemane, Eugène débute en sélection nationale à l'occasion du deuxième match de celle-ci. Un moment doublement historique puisque la France se produisait pour la première fois à domicile et qu'elle signait sa première victoire. Trois mois plus tard, elle s'écroula en Belgique, et Eugène avec elle !

## Palmarès
- Finaliste du championnat de France 1904[10]
- Finaliste de la Coupe Dewar 1906[11]
- Vainqueur de la Coupe Dewar 1909[12]
- Finaliste du Trophée de France 1912[13]

## Source
- Daniel Chaumier, Les bleus, éd. Larousse.